# Figurine (album)
Figurine è il dodicesimo album di inediti di studio della cantante Donatella Rettore, pubblicato, a metà settembre del 2005, dalla  etichetta indipendente Novunque, e distribuito dalla Self.

## Il disco
L'album, trainato dal singolo Konkiglia, inizialmente venduto soltanto durante i concerti del «Figurine Tour 2005», è composto da 12 tracce: a 7 canzoni inedite, si aggiungono la cover di Quanto t'amo e 4 rivisitazioni di pezzi già realizzati da Rettore in passato: Kobra, Splendido splendente, Di notte specialmente e Leonessa.
Il disco, prodotto da Claudio Rego, con la supervisione di Paolo Steffan (entrambi attivi, nell'àmbito del lavoro, anche come musicisti), è uscito inizialmente soltanto in formato CD, confezionato unicamente in digipack, a cui è accluso un libretto con foto di Orlando Bonaldo, frammiste a scatti tratti da vecchi servizi fotografici, in particolare, dal  servizio fotografico del 1981, realizzato dall'équipe Deligio-Tarallo «a tempo di record, prima che le sostanze argentee cosparse sul corpo di Rettore potessero provocare una pericolosa e inevitabile intossicazione» - così riportano le note interne di Estasi Clamorosa, riferendosi alla foto di copertina dell'album). Poco tempo dopo fu edito anche in una edizione speciale limitata su picture disc, con l'immagine della copertina impressa sul disco.
Il remix di Splendido splendente, di cui è già uscito un maxi singolo, è di William Bottin, che ha remixato anche il resto del long playing. L'album si chiude proprio con questo brano; 3 dei 4 remix sono concentrati nella parte finale del disco. Il disco è stato interamente prodotto, sul piano esecutivo, dalla stessa Rettore, che ne aveva affidato la distribuzione all'agenzia di produzioni e comunicazione Novunque. Nonostante il discreto successo di vendite (più di 10 000 copie), la cantante ha più volte dichiarato alla stampa la propria insoddisfazione, sia per la scarsa professionalità che per la cattiva promozione del disco da parte dell'agenzia. Nel 2006, la Novunque ha fatto causa a Donatella Rettore per inadempienza contrattuale.
Secondo le classifiche Fimi, l'album, con cui la cantante auspicava di tornare alla ribalta, è entrato in classifica alla posizione n. 45, dove è rimasto per una  settimana. Il lavoro avrebbe dovuto chiamarsi Themi stralunati.

## Tracce
1. Thema - 3:33 (Rettore/Rego)
2. Tutta la verità - 3:05 (Rettore/Rego)
3. Leonessa *+ - 4:04 (Rettore/Rego)
4. Figurine - 4:15 (Rettore/Rego)
5. Stralunata - 3:32 (Rettore/Rego)
6. Presto che è tardi 3:43 (Rettore/Rego)
7. Quanto t'amo # - 3:16 (G. Thibaut/J. Renard)
8. Ricordami - 3:14 (Rettore/Rego)
9. Konkiglia - 3:32 (Rettore/Rego)
10. Di notte specialmente *^ - 4:17 (Rettore/Rego)
11. Kobra *+ - 3:26 (Rettore/Rego)
12. Splendido splendente (Bottin remix) *= - 3:35 (Rettore/Rego)

(#) cover

(*) remix di brani già editi - versioni originali su (=) "Brivido divino" (1979), (+) "Magnifico delirio" (1980), (^) "Incantesimi notturni" (1994)

## Singoli estratti
- Konkiglia / Splendido splendente (William Bottin remix) (promo)

## Formazione
- Donatella Rettore – voce
- André Tavares – basso
- Claudio Rego – batteria, cori, programmazione, batteria elettronica
- Paolo Steffan – chitarra, cori, pianoforte, organo Hammond
- Phil Salera – chitarra
- Bob Masala – basso
- One Song Horn Ensemble – tromba, trombone, sax

## Classifiche
| Classifica (2005) | Posizione massima |
| ----------------- | ----------------- |
| Italia            | 45                |